# Zsiberk község
Zsiberk község (románul: Comuna Jibert) község Brassó megyében, Romániában. Központja Zsiberk, beosztott falvai Dombos, Garat, Lemnek, Nagymoha.

## Népessége
A 2011-es népszámlálás adatai alapján a község népessége 2250 fő volt.